# Kwanggaet'o Wang
Kwanggaet'o,  dit le Grand (374-413) est le dix-neuvième roi du Koguryo, le plus septentrional des Trois Royaumes de Corée, de 391 à sa mort en 413. Son fils Changsu Wang lui succède.